# Ernst Debes
Ernst Debes, född 22 juni 1840 i Neukirchen vid Eisenach, död 25 november 1923 i Leipzig, var en tysk kartograf.
Debes blev 1858 elev hos August Petermann på Justus Perthes geografiska anstalt i Gotha, fortsatte därefter sina studier i Paris och upprättade 1872 i Leipzig en geografisk anstalt, som särskilt var pedagogiskt inriktad och bland annat utgav skolkartor av hög klass. Åren 1893-95 utkom första upplagan av Debes stora Neuer Handatlas, som särskilt med hänsyn till kartprojektionerna på flera punkter slog in på nya banor. Debes, vars sista verk var en månatlas (1922), har fått en månkrater uppkallad efter sig.